# Теракты в Саудовской Аравии (2016)
Теракты в Саудовской Аравии — серия из 4 взрывов, произошедших 4 июля 2016 года в саудовских городах Медина, Эль-Катиф и Джидда.

## Атака
Один из террористов (пакистанец Абдулла Калзар Хан, приехавший в Саудовскую Аравию 12 лет назад и работавший водителем) взорвал себя на парковке при въезде на территорию Мечети Пророка (Масджид ан-Набави), погибли по меньшей мере четыре человека. Два смертника выбрали мишенью шиитскую мечеть в Эль-Катифе, но они не смогли навредить кому-нибудь, кроме самих себя. Четвёртый боевик взорвал себя после того, как полиция попыталась арестовать его возле консульства США в Джидде. Несколько саудовских офицеров полиции получили ранения.

## Реакция
Лидеры многих стран исламского мира, а также главы внешнеполитических ведомств этих государств решительно осудили теракты.